# Йозеф Адольф
Йозеф Адольф (нім. Josef Adolf, 14 травня 1898 року, Пец-під-Сніжкою, Австро-Угорщина — 30 листопада 1951 року, Фіхтах, Німеччина) — чехословацький двоборець та лижник німецького походження, учасник перших зимових Олімпійських ігор 1924, срібний призер чемпіонату світу 1925 року.

## Спортивна біографія
Займатися лижним спортом Адольф почав у 7 років.
У 1924 році Йозеф Адольф представляв Чехословаччину на перших в історії зимових Олімпійських іграх у французькому місті Шамоні. На відміну від більшості інших спортсменів, які виступали у кількох видах спорту, Йозеф взяв участь тільки в змаганнях двоборців. Стрибкова частина для Адольфа склалася вкрай невдало. За підсумками двох стрибків чехословацький спортсмен показав лише 18-й результат, набравши 12,916 бали. У лижних перегонах Йозеф зумів показати гарний результат, посівши 5-е місце, показавши на 18-кілометрової дистанції час 1:25:29. Сума в двоборстві розраховується, як середнє значення, отримане за підсумками стрибків і лижних перегонів. Заробивши за підсумками змагань 13,771 бали, Йозеф зайняв 6-е місце. Він став кращим нескандинавським спортсменом у цьому змаганні.
Також у 1924 році Йозеф Адольф здобув титул чемпіона Швейцарії.
У 1925 році пройшов другий чемпіонат світу з лижних видів спорту. Там Йозеф виступив, як в лижних перегонах, так і в лижному двоборстві. У лижних змаганнях Адольф на обох дистанціях був близький до завоювання медалей, але обидва рази залишався на 4-му місці. У лижному двоборстві Адольф зміг потрапити в трійку призерів, посівши друге місце, поступившись тільки своєму співвітчизникові Отакару Немецьки.
Після закінчення Другої світової війни був інтернований до Трутнова, де працював на місцевій фабриці AEG, пізніше покинув Чехословаччину.